# Małe Zanie
Małe Zanie (kaszb. Môłé Zanie) – kolonia  w Polsce położona w województwie pomorskim, w powiecie chojnickim, w gminie Chojnice.
Niewielka kolonia kaszubska na obszarze Zaborskiego Parku Krajobrazowego, jest częścią składową sołectwa Swornegacie. 
W latach 1975–1998 miejscowość administracyjnie należała do województwa bydgoskiego.